# Pathfinder: Wrath of the Righteous
Pathfinder: Wrath of the Righteous — це ізометрична рольова гра, розроблена російською студією Owlcat Games і опублікована Deep Silver на основі франшизи Pathfinder від Paizo Publishing. Оголошена в рамках кампанії Kickstarter у лютому 2020 року, гра була випущена для Microsoft Windows ті macOS 2 вересня 2021 року, а версії для PlayStation 4 та Xbox One надійдуть 1 березня 2022 року.

## Опис гри

Скриншот гри

Гра є продовженням Pathfinder: Kingmaker, попередньої RPG того ж розробника, але вона не слідує тій же історії. Продовження базується на движку від Kingmaker для вирішення проблем, викликаних критиками та гравцями, і розширює додаткові набори правил настільної гри, включаючи нові класи персонажів та міфічну систему прогресування. Owlcat розпочала кампанію Kickstarter у лютому 2020 року, щоб залучити додаткові кошти на розвиток цієї назви. Kickstarter успішно залучив понад US$2 мільйони із заявлених US$300,000, що дозволяє додати кілька цілей розтяжки під час розробки. Як і його попередник, «Гнів праведників» слідує однойменному Шляху пригод, який був спочатку опублікований у серпні 2013 року.

## Позиція розробників гри щодо російського вторгнення в Україну
Російська студія Owlcat Games отримувала фінансування від інвест-компанії GEM Capital, власник якої Анатолій Палій є близьким до керівництва «Газпрому». У керівництві студії присутні багато колишніх працівників російської провладної компанії Mail.ru. Після початку російського вторгнення в Україну студія Owlcat Games опублікувала звернення в соціальних мережах, де явно не засудила вторгнення. Незважаючи на юридичну реєстрацію на Кіпрі, станом на листопад 2022 року студія продовжувала наймати працівників у Москві, таким чином, продовжуючи операційну діяльність в Росії та фінансуючи російське вторгнення в Україну. Співробітники студії були неодноразово помічені у антиукраїнських висловлюваннях, а виконавчий продюсер Owlcat Games Анатолій Шестов після анексії Криму в 2014 році працював в окупованому Криму в 2014-2015 рр.